# 萨姆纳环形山
萨姆纳环形山（Sumner）是月球背面北半部一座古老的大撞击坑，约形成于39.2-38.5亿年前的酒海纪，其名称取自曾发明天文导航术的美国探险家托马斯·哈伯德·萨姆纳（Thomas Hubbard Sumner，1807－1876），1970年被国际天文学联合会批准接受。

## 描述
该陨坑西南偏南靠近布鲁诺陨石坑、西北偏北毗邻巨大的哈尔赫比环形山、西萨基扬陨石坑位于它的北面、东南和西南则分别坐落了哈里奥特环形山和西拉德环形山，距萨姆纳环形山北面30公里处，向东南偏东方斜伸着一串直线般的链坑—萨姆纳链坑。该陨坑中心月面坐标为37°37′N 108°46′E / 37.62°N 108.76°E，直径52.87公里，深度约2.39公里。
由于受长时期来的撞击侵蚀，萨姆纳环形山已严重损毁，形成一圈嶙峋、残缺的坑壁，其中南侧壁切入进一座小撞击坑，而北侧壁已形似一道参差的弧形山脊。萨姆纳环形山残壁最大高出周边地形1150米，内部容积约有2276公里3。坑底表面崎岖不平，布满大量细小的穴坑，靠西部坐落了一座醒目小碗状坑。

## 萨姆纳链坑
萨姆纳链坑（Catena Sumner）得名自所靠近的萨姆纳环形山，是由一串密集、重叠的小陨坑组成的笔直链坑，起点位于萨姆纳环形山以北约30公里处，大致呈西北-东南偏东走向，绵延约220.52公里，直止哈里奥特环形山的卫星坑—"哈里奥特 A"东北壁。在月表形成了一道不规则的沟壑，该特征中心月面坐标 37°53′N 111°55′E / 37.89°N 111.91°E，两端南北相隔3.37度、东西横跨8.13度。

## 卫星陨石坑
按照惯例，最靠近萨姆纳环形山的卫星坑在月图上以字母标注在该坑中心点的旁边。

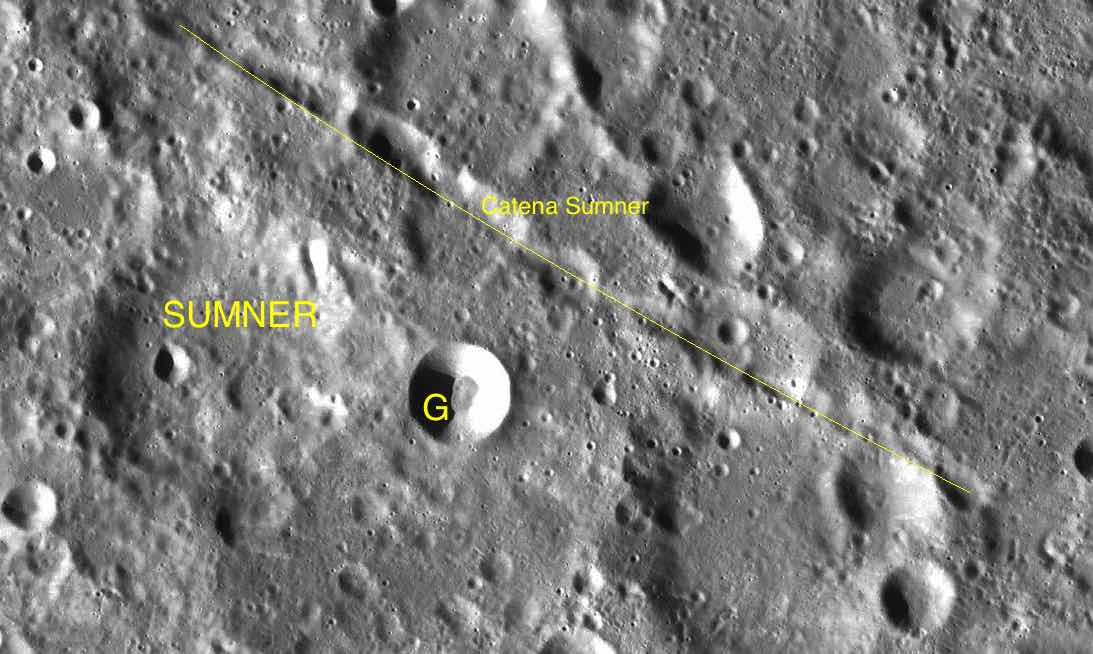
LAC-30 区域图

| 萨姆纳 | 纬度    | 经度     | 直径    |
| ------ | ------- | -------- | ------- |
| G      | 37.2° N | 110.2° E | 18 公里 |

## 更多阅读
- Andersson, L. E.; Whitaker, E. A. . NASA RP-1097. 1982.
- Blue, Jennifer. . USGS. July 25, 2007  [2007-08-05]. （原始内容存档于2019-12-05）.
- Bussey, B.; Spudis, P. . New York: Cambridge University Press. 2004. ISBN 978-0-521-81528-4.
- Cocks, Elijah E.; Cocks, Josiah C. . Tudor Publishers. 1995. ISBN 978-0-936389-27-1.
- McDowell, Jonathan. . Jonathan's Space Report. July 15, 2007  [2007-10-24]. （原始内容存档于2019-06-21）.
- Menzel, D. H.; Minnaert, M.; Levin, B.; Dollfus, A.; Bell, B. . Space Science Reviews. 1971, 12 (2): 136–186. Bibcode:1971SSRv...12..136M. doi:10.1007/BF00171763.
- Moore, Patrick. . Sterling Publishing Co. 2001. ISBN 978-0-304-35469-6.
- Price, Fred W. . Cambridge University Press. 1988. ISBN 978-0-521-33500-3.
- Rükl, Antonín. . Kalmbach Books. 1990. ISBN 978-0-913135-17-4.
- Webb, Rev. T. W.  6th revised. Dover. 1962. ISBN 978-0-486-20917-3.
- Whitaker, Ewen A. . Cambridge University Press. 1999. ISBN 978-0-521-62248-6.
- Wlasuk, Peter T. . Springer. 2000. ISBN 978-1-85233-193-1.